# 埃佩尔西
埃佩尔西（法語：Épersy，法語發音：[epɛʁzi] ⓘ）是法国萨瓦省的一个旧市镇，属于尚贝里区。2016年，埃佩尔西与临近的5个市镇合并为新市镇昂特勒拉克。

## 地理
埃佩尔西（45°44'20"N, 5°57'36"E）面积3.22 平方千米，位于法国奥弗涅-罗讷-阿尔卑斯大区萨瓦省，该省份为法国东部省份，历史上为薩伏依的一部分，北起上萨瓦省，西接伊泽尔省和安省，南部和东部与上阿尔卑斯省和意大利接壤。
与埃佩尔西接壤的市镇（或旧市镇、城区）包括：格雷西叙艾克斯、莫尼亚尔、蒙塞勒、圣乌尔斯。

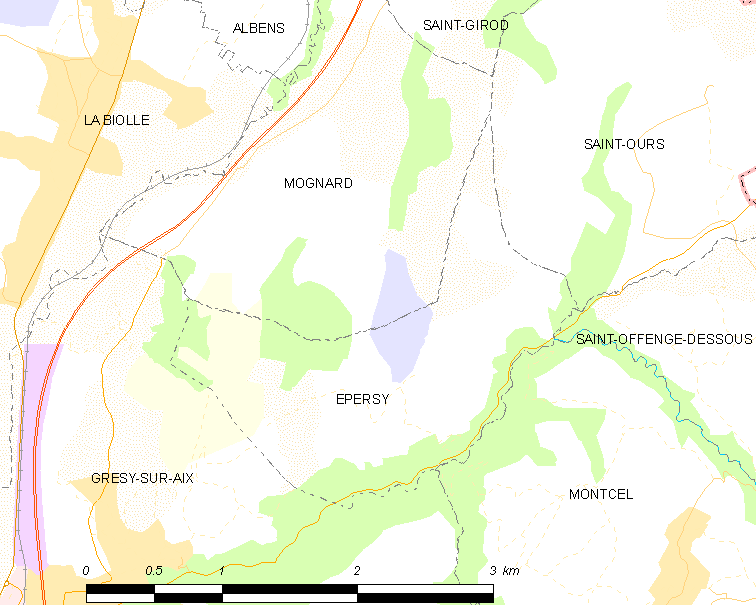
埃佩尔西的OSM定位图

埃佩尔西的时区为UTC+01:00、UTC+02:00（夏令时）。

## 行政
埃佩尔西的邮政编码为73410，INSEE市镇编码为73108。

## 政治
埃佩尔西所属的省级选区为艾克斯莱班第一县。

## 人口

1962-2008年间埃佩尔西人口变化图示

埃佩尔西于2018年1月1日时的人口数量为399人。